# پوراس
پوراس (به اسپانیایی: Puras) یک شهرستان در اسپانیا است که در استان وایادولید واقع شده‌است.